# Reinickesches Palais

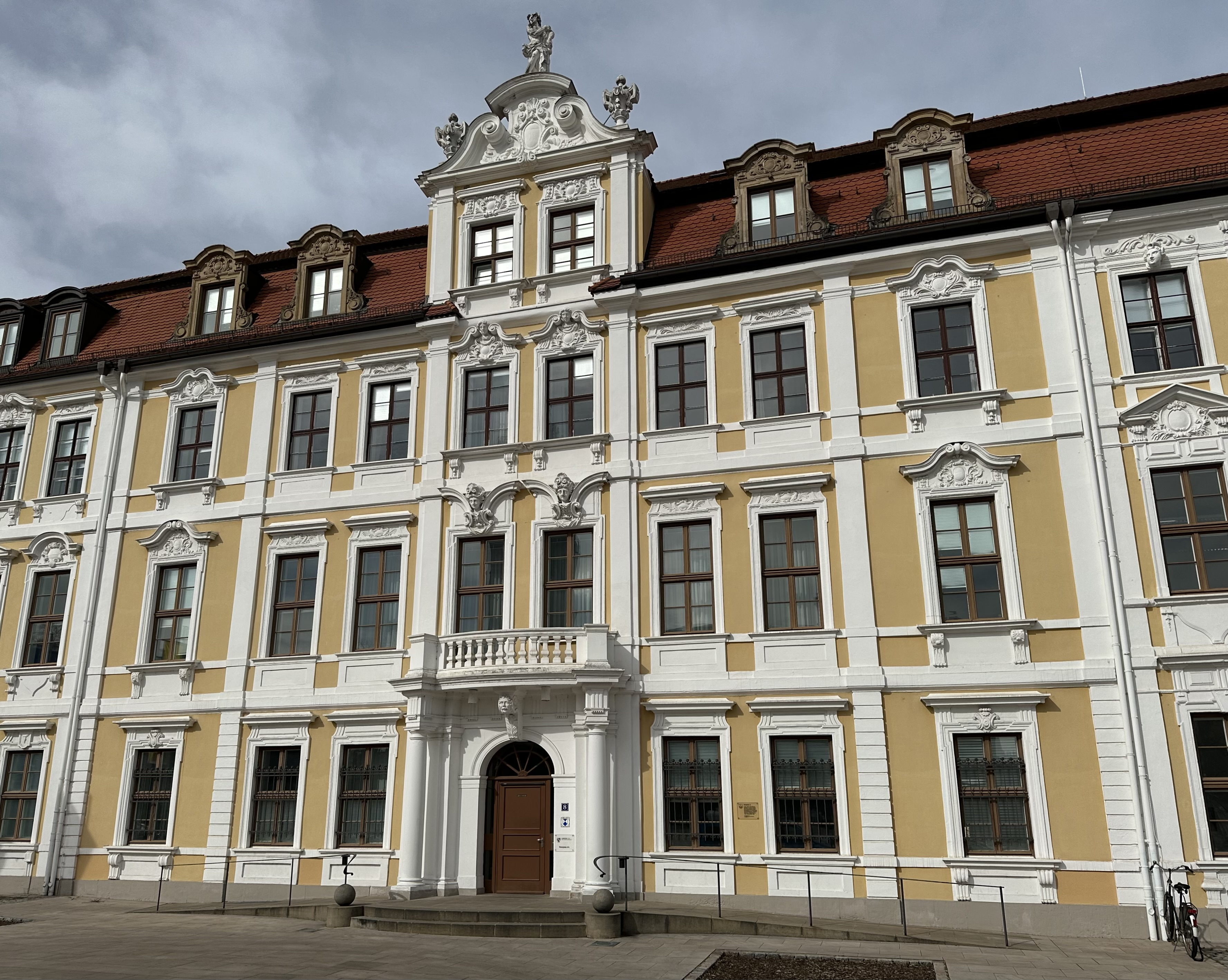
Reinickesches Palais, 2024

Das Reinickesche Palais ist ein denkmalgeschütztes Gebäude in Magdeburg in Sachsen-Anhalt. Es wird vom Landtag von Sachsen-Anhalt genutzt.

## Lage
Das Gebäude befindet sich auf der Nordseite des Domplatzes in der Magdeburger Altstadt an der Adresse Domplatz 8. Östlich grenzt das gleichfalls denkmalgeschützte Winnebergsche Palais, westlich das Walrave’sche Palais an.

## Geschichte

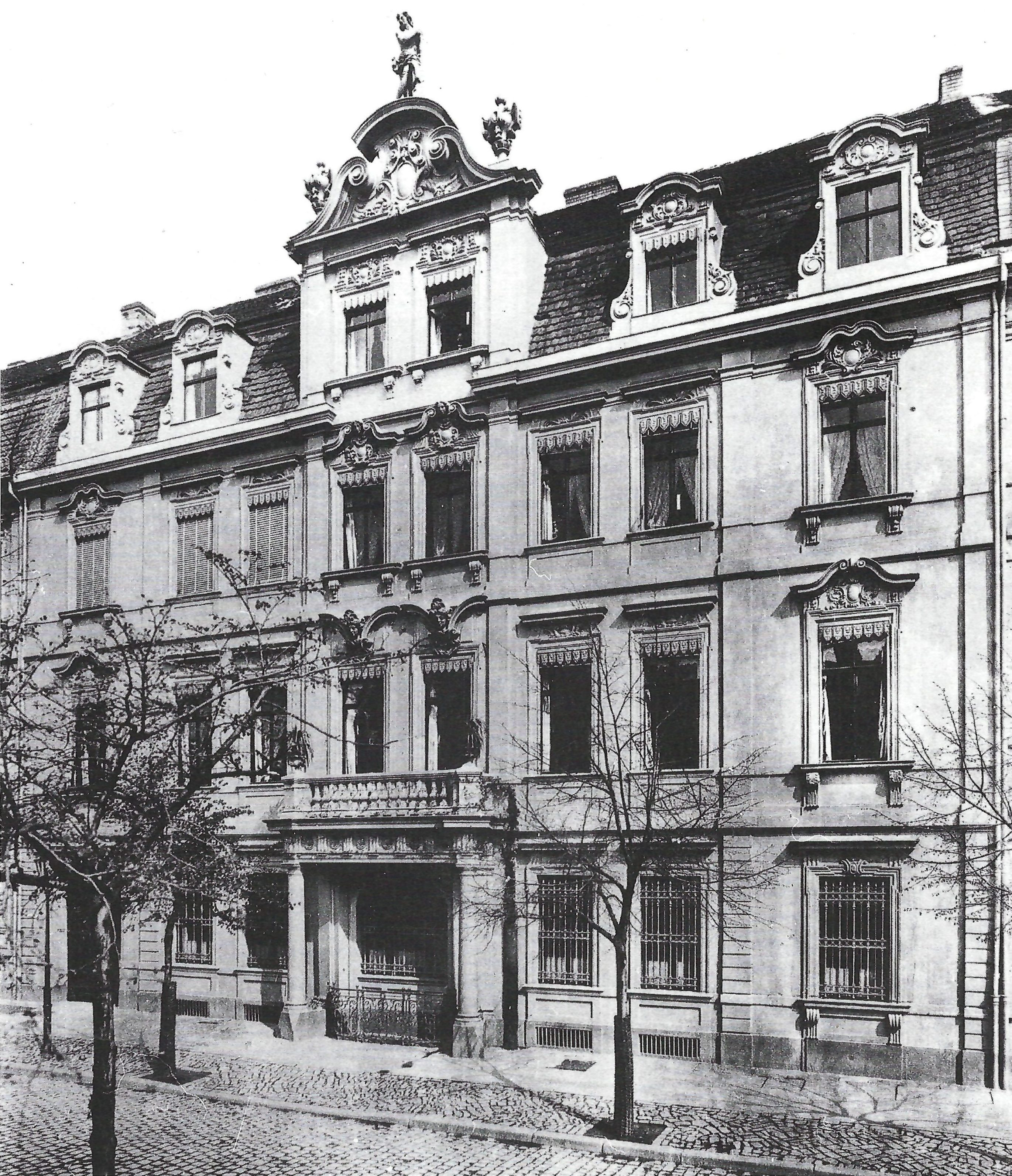
Palais 1889/1890, Portal ist nach links verlegt

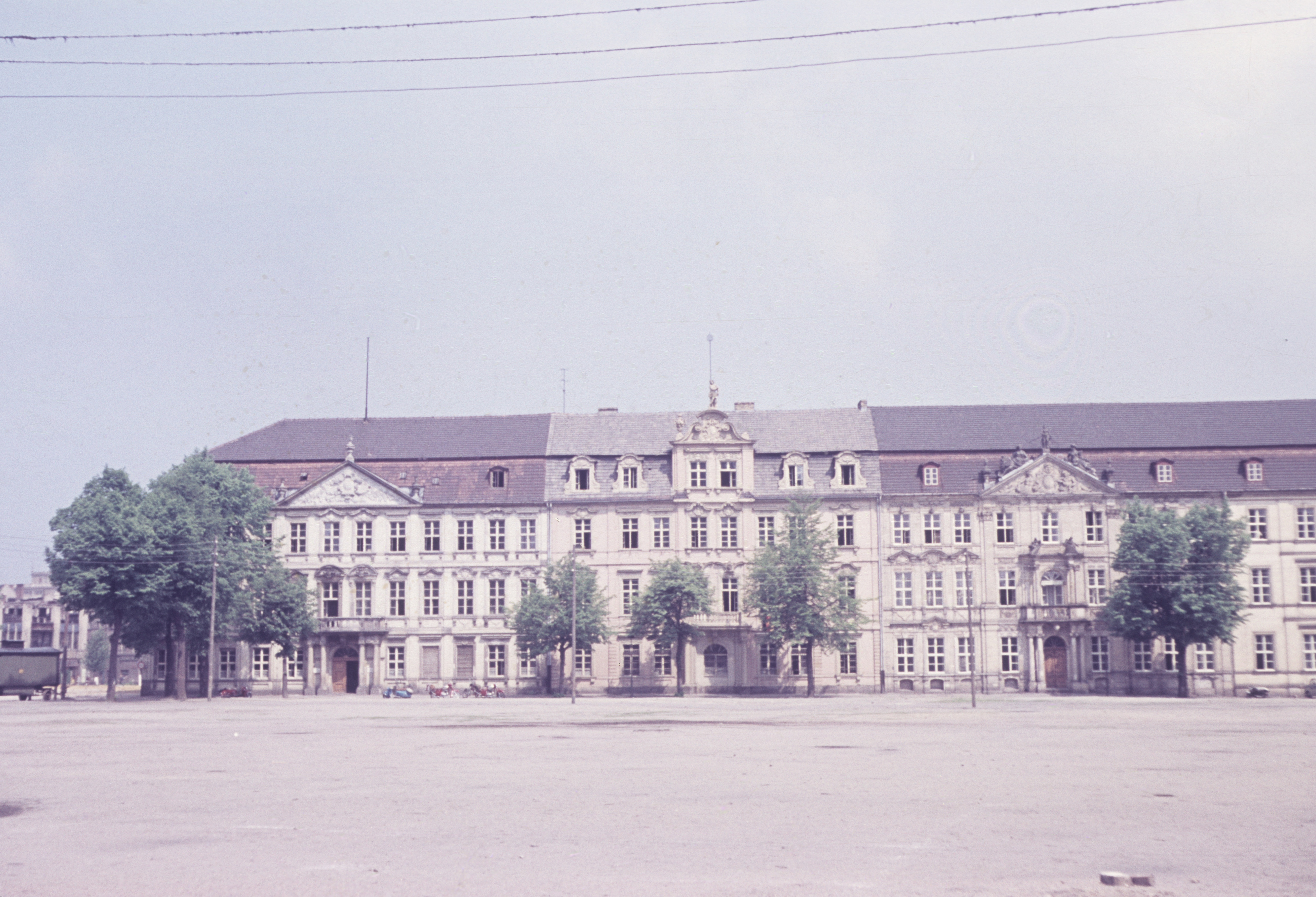
1960, Palais ohne eigenes Portal

Das Grundstück war bis 1723 unbebaut und gehörte zum Domplatz, der sich an dieser Stelle noch weiter nach Norden bis zur damaligen Kreuzgangstraße erstreckte. Leopold von Dessau ordnete dann die Bebauung des nördlichsten Teils des Domplatzes an. Errichtet wurde das barocke Haus von Maurermeister Hans Georg Reinicke in den Jahren 1724/1725. Andere Angaben nennen als Bauzeit die Jahre 1724 bis 1728. Das Gebäude diente als Wohnhaus und war für drei Mietparteien ausgelegt. Überliefert ist, dass sein Schwiegersohn sich nach seinem Tod über die hohen Grundzinsen für das Haus beklagte. Da das Haus keinen Hof hatte, stünden die oberen Geschosse des Gebäudes oft unvermietet leer. 1777 wurde der Landbaumeister Christoph Friedrich Berghauer als Eigentümer des Anwesens geführt. Er hatte es für 4.850 Taler in einer Zwangsversteigerung erworben. Er verkaufte es 1781 für 4625 Taler an Frau Regierungspräsident von Tevenar, der es auch noch 1807 gehörte. Um 1817 lebte der Jurist Friedrich Dorguth im Haus.
Später diente das Haus als Preußisches Domänen Rentamt. 1880 wurde das Portal in die linke Ecke des Hauses verlegt.
Während des Zweiten Weltkriegs wurde das Gebäude 1944 beschädigt, wobei die Schäden deutlich geringer waren als an den Nachbarbauten. 1953 erfolgte der Wiederaufbau. Dabei wurde jedoch auf das Portal verzichtet. Nach hinten wurden unter Aufgabe des historischen Verlaufs der Kreuzgangstraße Anbauten angefügt. Bereits 1948 soll die Hollerithabteilung der Sozialversicherungsanstalt im Haus ansässig gewesen sein, ab 1953 befand sich hier die Wasserstraßendirektion.
Nach der friedlichen Revolution in der DDR des Jahres 1989 bezog das staatliche Umweltamt das Haus. Seit 1992 wurde es dann Teil des Komplexes des Landtags von Sachsen-Anhalt. Das Portal wurde wieder in die Mittelachse eingefügt und dient seitdem als Haupteingang des Landtages.
Der Balkon des Hauses stand im Jahr 2023 im Mittelpunkt der sogenannten Balkon-Affäre um Landtagspräsident Gunnar Schellenberger. Er hatte am Sonnabend, den 12. August 2023 gemeinsam mit weiteren privaten Gästen vom – vor seinem Dienstzimmer gelegenen – Balkon aus ein auf dem Domplatz durchgeführtes Konzert von Roland Kaiser kostenfrei verfolgt, dies später jedoch als dienstlichen Termin in seinem Büro dargestellt.

## Architektur

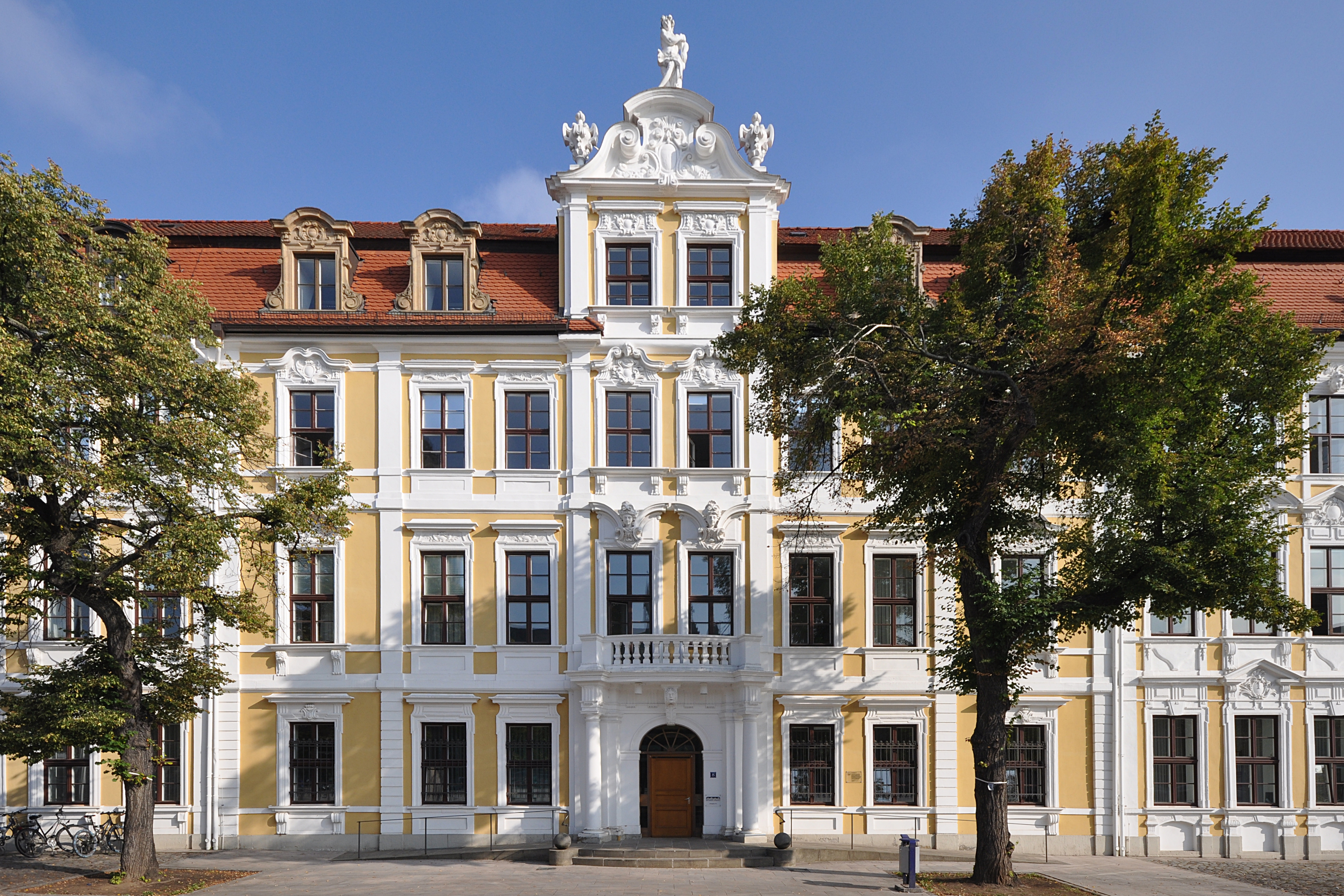
2013

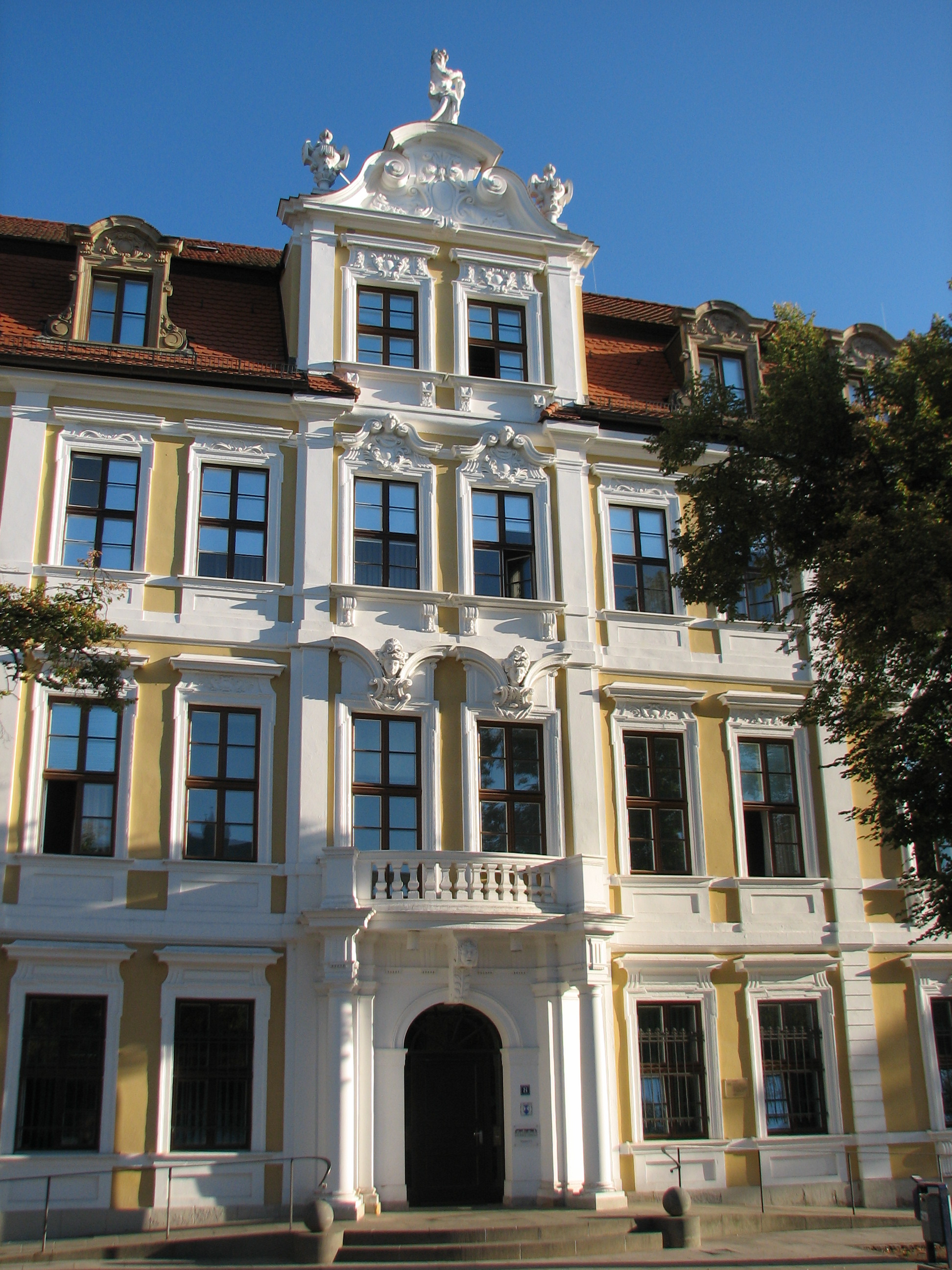
Mittelteil, 2016

Die Fassade des dreigeschossigen Gebäudes ist achtachsig angelegt. Ursprünglich war das Gebäude als trapezförmiger Block von 5,8 mal 14,65 Metern mit schmalem Lichthof angelegt. Die beiden mittleren Achsen sind durch flankierende flache Lisenen besonders betont. Hier befindet sich im Erdgeschoss auch das mittig angelegte Eingangsportal. Das Portal wird beidseits von einer Säule flankiert, die in kräftigen Kopfkonsolen auslaufen. Darauf ruht ein Balkon mit vorschwingender Brüstung.
Bekrönt wird der Mittelteil durch einen zweiachsigen Dacherker, der von einem geschweiften Giebel bekrönt ist. Auf dem Giebel befindet sich eine Statue, links und rechts steht jeweils eine Vase. Beiderseits des Giebels sind auf dem das Haus bedeckenden Mansarddach jeweils zwei Zwerchhäuser angeordnet. Die kleinen Giebel der seitlichen Zwerchhäuser sowie die Fensterverdachungen im Obergeschoss des Mittelteils wiederholen in abgeschwächter Form die Gestaltung des Mittelgiebels. Im ersten Obergeschoss des Mittelteils bestehen die Fensterverdachungen dazu entgegengesetzt aus Schneppengiebeln, zwei aus der Mitte aufschwingenden Bögen, zwischen denen ein Kopf hervorschaut. Dieser Mittelteil bildete ursprünglich das Zentrum der Nordseite der barocken Dombebauung. Durch die 1953 erfolgte Hinzufügung des Hauses Domplatz 6 an der Ostseite der Häuserzeile, wurde diese Symmetrie beeinträchtigt.
Die Fensterachsen sind einzeln, jeweils bei den beiden äußersten, oder paarweise durch Pilaster voneinander abgegrenzt. Am Erdgeschoss sind die Pilaster zum Teil rustiziert. Die Fensteröffnungen sind mit Dekor, Kartuschen und Bildnisbüsten verzierten Verdachungen versehen. Die Verzierungen der seitlichen Bereiche sind deutlich schlichter gehalten als die des Mittelteils.
Im Denkmalverzeichnis des Landes Sachsen-Anhalt ist das Wohnhaus unter der Erfassungsnummer 094 06329 als Baudenkmal verzeichnet.
Das Haus gilt als Teil der barocken Bebauung der Nordseite des Domplatzes als städtebaulich bedeutend und prägend für das Platzbild. Im Zusammenwirken mit den angrenzenden barocken Häusern entstand eine an einen Palast erinnernde Straßenfront. Die Gestaltung des Hauses wurde beim Bau des Lilienströmschen Hauses zitiert.